# Саратовска област
Саратовска област е субект на Руската федерация, в състава на Приволжкия федерален окръг. Площ 101 240 km2 (32-ро място по големина в Руската Федерация, 0,59% от нейната територия). Население на 1 януари 2018 г. 2 462 950 души (20-о място в Руската Федерация, 1,68% от нейното население). Административен център град Саратов. Разстояние от Москва до Саратов 858 km.

## Историческа справка
Най-старият руски град в областта е Саратов, основан през 1590 г. През 1605 г. градът е преместен на сегашното си местоположение. През 1780 г. за градове са утвърдени с императорски укази Аткарск, Балашов, Волск, Петровск (основан като укрепленеие през 1698 г.) и Хвалинск, а през 1835 г. – градовете Николаевск (от 1918 г. Пугачов) и Новоузенск. Останалите 10 град в областта се признати за такива през ХХ в.
През 1780 г. е образувано Саратовското наместничество, което през 1797 г. прераства в Саратовска губерния. На 21 май 1928 г. Саратовска губерния е разформирована и е образувана Нижневолжка област, която съществува до 11 юни същата година. На 11 юни 1927 г. Нижневолжка област е преименувана на Нижневолжки край, който съществува до 10 януари 1934 г. когато е преименуван на Саратовски край. С приемането на новата Конституция на СССР на 5 декември 1936 г. Саратовски край става Саратовска област.

## Географска характеристика

### Географско положение, граници, големина
Саратовска област се намира в югоизточната част на Европейска Русия, в Приволжкия федерален окръг. На изток и югоизток граничи с Казахстан, на юг – с Волгоградска област, на запад – с Воронежка и Тамбовска област, а на север – с Пензенска, Уляновска и Самарска област. В тези си граници заема площ от 101 240 km2 (32-ро място по големина в Руската Федерация, 0,59% от нейната територия).

### Релеф
Саратовска област е разположена в югоизточната част на Източноевропейската равнина, в долното течение на река Волга (Долното Поволжие). От реката се дели на две части: западна – дяснобрежна част и източна – лявобрежна (Заволжие). Значителна част от дяснобрежната част заема Приволжкото възвишение (височина до 370 m, максималната кота на областта), което е силно разчленено от оврази и долове, като гъстотата им достига 0,5 – 0,9 km/km2. В крайната западна част на областта се простира югоизточната периферия на Окско-Донската равнина. Заволжито е заето от съртова (слабохълмиста) равнина, а крайните югоизточни части попадат в северната периферия на Прикаспийската низина. По източната граница на областта с Казахстан се простират полегатите склонове на възвишението Общ Сърт.

### Климат
Климатът е континентален. Средна януарска температура от -11 °C на югозапад до -14 °C на североизток, средна юлска – от 20 °C на северозапад до 24 °C на югоизток. Годишната сума на валежите варира от 450 mm на северозапад до 250 mm на югоизток. Продължителността на вегетационния период (минимална денонощна температура 5 °C) от 127 дни на север до 150 дни на юг.

### Води
По територията на Саратовска област протичат 358 реки (с дължина над 10 km) с обща дължина 12 331 km и те принадлежат към три водосборни басейна: на Волга, Дон и безотточната област на Камъш-Самирските езера. От север-североизток на юг-югозапад на протежение от 420 km протича част от долното течение на река Волга с притоците си Малък Иргиз, Голям Иргиз, Терешка, Еруслан и др. В западната част на областта протичат реките Хопьор, Медведица и Иловля, леви притоци на Дон, а в южната част – реките Голям Узен и Малък Узен, вливащи се в Камъш-Самирските безотточни езера, разположени на територията на Казахстан.
Най-гъста и разклонена е речната мрежа в западните части на областта, а на юг и югоизток тя намалява. За реките от басейните на Волга и Дон е характерно смесеното подхранване с преобладаване на снежното, а за тези в южните и югоизточните райони – изключително само снежно. Водният им режим се характеризира с високо пролетно пълноводие, устойчиво лятно-есенно маловодие, нарушавано от епизодични прииждания в резултат на поройни дъждове и ясно изразено зимно маловодие. Реките замръзват в средата или края на ноември, а се размразяват през април.
В Саратовска област има над 7 хил. езера и изкуствени водоеми с обща площ около 2,6 хил.km2, като само 250 от тях са с площ по-голяма от 10 дка. Езерата са предимно крайречни, разположени по долините на големите реки. Най-голямото естествено езеро в Саратовска област е Наумовското езеро (2,3 km2) разположено в заливната тераса на река Голям Иргиз. Изкуствените водоеми са значително по-големи от естествените и най-големите са Саратовското и Волгоградското водохранилища на река Волга.

### Почви, растителност, животински свят
Над 80% от територията на Саратовска област се намира в степната зона. Дяснобрежието и Заволжието (на север от долината на река Голям Иргиз) са покрити от черноземни почви (обикновени и южни), които заемат 52% от цялата площ. В останалата степна част на Заволжието са развити тъмнокафявите и кафявите почви (34%). По-голямата част от степните райони са земеделски усвоени. Северозападните части на областта попадат в лесостепната зона (15%) и са покрити с мощни излужени черноземни почви. На югоизток, в полупустинната зона (5%) са развити светлокафявите почви с петна от солончаци. По долините на реките са развити алувиално-ливадните почви с ливадна и дървесно-храстова растителност. Горите заемат 5% от територията на Саратовска област (липа, дъб, бреза и др.). Животинския свят е представен от различни видове гризачи (лалугер, полска мишка, скачаща мишка, хомяк), зайци, лисици, вълци. В горските райони се среща лос, а в степните дивата коза сайга. Аклиматизирани са ондатра, енотовидно куче, норка, петнист елен, бобър, дива свиня. Реките са богати на различни видове риби.

## Население
На 1 януари 2018 г. населението на Саратовска област наброява 2 462 950 души (20-о място в Руската Федерация, 1,68% от нейното население). Гъстота 24,33 души/km2. Градско население 75,7%. При преброяването на населението на Руската Федерация през 2010 г. етническият състав на областта е бил следния: руснаци 2 151 215 души (87,55%), казахи 76 007 (3,09%), татари 52 884 (2,15%), украинци 41 942 (1,71%), арменци 23 841 (0,97%), азербайджанци 14 868 (0,6%), чуваши 12 261 (0,5%), мордовци (10 917 (0,44%).

## Административно-териториално деление
В административно-териториално отношение Саратовска област се дели на 4 областни градски окръга, 38 муниципални района, 28 града, в т.ч. 1 град с областно подчинение Саратов, 1 град Шихани с особен статут и 16 града с районно подчинение и 25 селища от градски тип, в т.ч. 2 селища от градски тип с особен статут.
| Административна единица | Площ (km2) | Население (2018 г.) | Административен център | Население (2018 г.) | Разстояние до Саратов (в km) | Други градове и сгт с районно подчинение |
| ----------------------- | ---------- | ------------------- | ---------------------- | ------------------- | ---------------------------- | ---------------------------------------- |
| Областни градски окръзи |            |                     |                        |                     |                              |                                          |
| І. Михайловски          | 19         | 2645                | сгт Михайловски        | 2645                | 252                          |                                          |
| ІІ. Саратов             | 394        | 845 300             | гр. Саратов            | 845 300             |                              |                                          |
| ІІІ. Светли             | 3          | 12 702              | сгт Светли             | 12 702              | 36                           |                                          |
| ІV. Шихани              | 10         | 5665                | гр. Шихани             | 5665                | 130                          |                                          |
| Муниципални райони      |            |                     |                        |                     |                              |                                          |
| 1. Александрово-Гайски  | 2699       | 15 735              | с. Александров Гай     | 9728                | 280                          |                                          |
| 2. Аркадакски           | 2237       | 22 572              | гр. Аркадак            | 11 986              | 248                          |                                          |
| 3. Аткарски             | 2683       | 40 421              | гр. Аткарск            | 25 384              | 92                           |                                          |
| 4. Базарно-Карабулакски | 2294       | 28 883              | сгт Базарни Карабулак  | 9641                | 102                          | Свободни                                 |
| 5. Балаковски           | 3204       | 211 498             | гр. Балаково           | 191 260             | 161                          |                                          |
| 6. Балашовски           | 2925       | 107 155             | гр. Балашов            | 77 391              | 226                          | Пинеровка                                |
| 7. Балтайски            | 1254       | 11 319              | с. Балтай              | 3873                | 135                          |                                          |
| 8. Волски               | 3840       | 89 695              | гр. Волск              | 63 947              | 147                          | Сенной                                   |
| 9. Воскресенски         | 1451       | 12 007              | с. Воскресенское       | 3309                | 114                          |                                          |
| 10. Дергачевски         | 4500       | 18 656              | сгт Дергачи            | 7890                | 218                          |                                          |
| 11. Духовницки          | 1978       | 11 799              | сгт Духовницкое        | 5010                | 235                          |                                          |
| 12. Екатериновски       | 3035       | 18 675              | сгт Екатериновка       | 5974                | 145                          |                                          |
| 13. Ершовски            | 4215       | 37 261              | гр. Ершов              | 19 993              | 178                          |                                          |
| 14. Ивантеевски         | 2048       | 13 813              | с. Ивантеевка          | 6100                | 290                          |                                          |
| 15. Калинински          | 3200       | 30 964              | гр. Калининск          | 15 841              | 121                          |                                          |
| 16. Красноармейски      | 3316       | 46 318              | гр. Красноармейск      | 23 296              | 75                           | Каменски                                 |
| 17. Краснокутски        | 2930       | 33 945              | гр. Красни Кут         | 14 718              | 117                          |                                          |
| 18. Краснопартизански   | 2400       | 11 016              | сгт Горни              | 4874                | 251                          |                                          |
| 19. Лисогорски          | 2336       | 19 444              | сгт Лисие Гори         | 7247                | 96                           |                                          |
| 20. Марксовски          | 2908       | 63 563              | гр. Маркс              | 31 788              | 60                           |                                          |
| 21. Новобураски         | 1735       | 16 179              | сгт Новие Бураси       | 5920                | 77                           |                                          |
| 22. Новоузенски         | 4123       | 29 825              | гр. Новоузенск         | 15 929              | 202                          |                                          |
| 23. Озински             | 4094       | 17 401              | сгт Озинки             | 8717                | 291                          |                                          |
| 24. Перелюбски          | 3691       | 13 410              | с. Перелюб             | 4774                | 372                          |                                          |
| 25. Петровски           | 2332       | 42 326              | гр. Петровск           | 29 376              | 104                          |                                          |
| 26. Питерски            | 2584       | 16 411              | с. Питерка             | 5439                | 170                          |                                          |
| 27. Пугачовски          | 3906       | 58 749              | гр. Пугачов            | 41 056              | 246                          |                                          |
| 28. Ровенски            | 2145       | 17 194              | сгт Ровное             | 4439                | 110                          |                                          |
| 29. Романовски          | 1287       | 14 340              | сгт Романовка          | 6655                | 274                          |                                          |
| 30. Ртишчевски          | 2303       | 54 937              | гр. Ртишчево           | 39 390              | 214                          |                                          |
| 31. Самойловски         | 2592       | 18 373              | сгт Самойловка         | 6773                | 202                          |                                          |
| 32. Саратовски          | 1936       | 50 632              | гр. Саратов            |                     |                              | Красни Октябър, Соколови                 |
| 33. Советски            | 1434       | 26 642              | сгт Степное            | 12 234              | 80                           | Советское                                |
| 34. Татишчевски         | 2077       | 29 504              | сгт Татишчево          | 7532                | 38                           |                                          |
| 35. Турковски           | 1407       | 11 093              | сгт Турки              | 5725                | 278                          |                                          |
| 36. Фьодоровски         | 2521       | 19 294              | сгт Мокроус            | 6384                | 151                          |                                          |
| 37. Хвалински           | 1922       | 22 412              | гр. Хвалинск           | 12 556              | 232                          |                                          |
| 38. Енгелски            | 3233       | 309 487             | гр. Енгелс             | 225 752             | 10                           | Приволжки                                |

|  | Тази страница частично или изцяло представлява превод на страницата „Административно-территориальное деление Саратовской области“ в Уикипедия на руски. Оригиналният текст, както и този превод, са защитени от Лиценза „Криейтив Комънс – Признание – Споделяне на споделеното“, а за съдържание, създадено преди юни 2009 година – от Лиценза за свободна документация на ГНУ. Прегледайте историята на редакциите на оригиналната страница, както и на преводната страница, за да видите списъка на съавторите. ВАЖНО: Този шаблон се отнася единствено до авторските права върху съдържанието на статията. Добавянето му не отменя изискването да се посочват конкретни източници на твърденията, които да бъдат благонадеждни. |

## Селско стопанство
40% от селското стопанство е растениевъдство (на цена). Отглеждат култури и технически култури; картофи, зеленчуци, пъпеши и плодове и ягодоплодни култури.
| хиляди хектара | 6399 | 5564,5 | 4438,4 | 3589,5 | 3604,6 | 3604,6 | 3730,9 |